# Sidi Bou Makhlouf
 (signalé en août 2025).
Si vous disposez d'ouvrages ou d'articles de référence ou si vous connaissez des sites web de qualité traitant du thème abordé ici, merci de compléter l'article en donnant les références utiles à sa vérifiabilité et en les liant à la section « Notes et références ».
- Archive Wikiwix
- Bing
- Cairn
- DuckDuckGo
- E. Universalis
- Gallica
- Google
- G. Books
- G. News
- G. Scholar
- Persée
- Qwant
- (zh) Baidu
- (ru) Yandex
- (wd) trouver des œuvres sur Wikidata

Sidi (en) Bou Makhlouf (arabe : سيدي بو مخلوف), de son vrai nom Abdallah Bou Makhlouf El Gzouni (سيدي عبد الله بو مخلوف القزوني), est un saint tunisien et le saint patron de la ville du Kef. 
Il est issu de la confrérie Aïssawa fondée à Meknès au XVIe siècle.
Après sa mort, une zaouïa a été érigée en son honneur.